# Bernard Rogel
Pour les articles homonymes, voir Rogel.
Bernard Rogel, né le 5 janvier 1956 à Brest, est un militaire français. Amiral, il est chef de l'état-major particulier du président de la République du 13 juillet 2016 au 1er août 2020, après avoir été chef d'état-major de la Marine du 12 septembre 2011 au 6 juillet 2016.

## Biographie

### Origine et formation
Issu de la classe moyenne, Bernard Rogel grandit à Brest, dans le quartier de Saint-Pierre-Quilbignon. Il est élève à l'École navale de 1976 à 1978.

### Carrière militaire
À l'issue de l'école d'application sur la Jeanne d'Arc, il  embarque sur l'escorteur rapide Le Normand. Il choisit ensuite d'être sous-marinier et embarque dans plusieurs sous-marin nucléaire d'attaque de la Force océanique stratégique de 1979 à 1988. Il est second du sous-marin d'attaque Agosta en 1988. En 1989, il est breveté atomicien à Cherbourg. Il commande les sous-marins nucléaires d'attaque Casabianca  (équipage bleu) et Saphir (équipage rouge) de 1990 à 1992.
Promu capitaine de frégate le 1er août 1992, il est l'officier entraînement et tactique de l'escadrille des sous-marins de la mer Méditerranée. À ce poste, il est chargé de l'entraînement et de la qualification des commandants et des équipages de sous-marins nucléaires d'attaque, de la mise au point des matériels et de l'évolution des tactiques sous-marines.
Admis en 1994 comme stagiaire au Collège interarmées de Défense à Paris,, Bernard Rogel devient ensuite commandant en second de la frégate anti-sous-marine Tourville, puis du sous-marin nucléaire lanceur d'engins Indomptable en 1996. De janvier 1998 à avril 2000, il est adjoint « mer » du chef de cabinet du chef d’état-major des armées. Il est promu capitaine de vaisseau le 1er décembre 1998.
D'avril 2000 à décembre 2001, il commande à la mer pour la dernière fois à bord du sous-marin nucléaire lanceur d'engins Inflexible (équipage bleu) avec lequel il effectue deux patrouilles opérationnelles,. Au moment des attentats du 11 septembre 2001, il est en mission et immédiatement placé en alerte tout en n'étant pas autorisé à informer son équipage de la situation internationale. Bernard Rogel totalise 27 000 heures de plongée au cours de carrière.
À partir de janvier 2002, il exerce comme chef de la division « Conduite des opérations » de l'état-major de l'amiral commandant la Force océanique stratégique (ALFOST), avant de devenir chef de cet état-major.
Bernard Rogel est auditeur de la session 2003-2004 de l’Institut des hautes études de Défense nationale (IHEDN), et du Centre des hautes études militaires. Le 28 août 2004, il succède à l'amiral Édouard Guillaud comme adjoint pour la Marine du chef d'état-major particulier du président de la République (le général Jean-Louis Georgelin). Il est chargé des dossiers nucléaire et maritime et du suivi des opérations militaires extérieures. Le 1er avril 2006, il est promu contre-amiral.
Le 6 septembre 2006, il est ensuite nommé chef du cabinet du chef d’état-major des armées (le général Henri Bentégeat puis, à partir du 4 octobre 2006, le général Jean-Louis Georgelin). À partir du 28 juillet 2008, il est également chef de la division Affaires générales de l'état-major des armées (EMA). Il est promu vice-amiral le 1er octobre 2008.
Élevé au rang et appellation de vice-amiral d'escadre le 1er septembre 2009, il devient à la même date sous-chef d'état-major « Opérations » de l'EMA et dirige à ce titre les opérations extérieures interarmées (notamment les opérations Licorne et  Harmattan en 2011,).

### Chef d'état-major de la Marine
Le 22 juin 2011, Bernard Rogel est nommé en conseil des ministres chef d'état-major de la Marine et élevé aux rang et appellation d'amiral à compter du 12 septembre 2011. Il succède à l'amiral Pierre-François Forissier. Le 25 février 2015, il est prolongé jusqu'au 31 août 2016.
Le jour de sa prise de fonction, il ravive la  flamme du soldat inconnu sous l'Arc de triomphe à Paris. Son commandement est marqué par de nombreuses opérations extérieures (Harmattan en 2011, Serval en 2013-2014 puis Barkhane et Chammal à partir de 2014). Il participe également aux travaux d'élaboration du Livre blanc sur la défense et la sécurité nationale (2013), à la préparation de la loi de programmation militaire 2014-2019 et décline les grandes orientations stratégiques de la Marine nationale dans le plan Horizon 2025.
Le 8 juillet 2016, il préside sa dernière cérémonie en tant que chef d'état-major de la Marine à Brest, avec une prise d'armes à la préfecture maritime suivie d'une revue navale. Son successeur à la tête de la Marine nationale est l'amiral Christophe Prazuck.

### Chef d'état-major particulier du président de la République
En avril 2016 est annoncé le départ du général d'armée Benoît Puga du poste de chef de l'état-major particulier du président de la République (CEMP). Bernard Rogel est alors pressenti pour lui succéder et être un CEMP « de transition », du fait de son expérience, pendant la dernière année du mandat de François Hollande,,. Il déclare avoir hésité à prendre ce poste mais avoir été « rattrapé par le service de l'État ». Sa nomination est confirmée par un arrêté présidentiel du 6 juillet 2016 et prend effet à compter du 13 juillet suivant.
Quelques jours après sa nomination a lieu l'attentat du 14 juillet 2016 à Nice. Par la suite, les conseils de Défense et de Sécurité nationale « [deviennent] hebdomadaires » et il indique avoir assisté à « 191 » d'entre eux en quatre ans.
Bernard Rogel est confirmé dans ses fonctions de chef de l'état-major particulier par Emmanuel Macron en 2017, ce qui en fait le seul membre du cabinet de François Hollande reconduit par le nouveau président de la République.
Le 23 avril 2018, il est prolongé d'un an à son poste, prolongation prorogée par Emmanuel Macron pour une année supplémentaire le 14 juin 2019. Par décret du 23 avril 2020, le maintien dans la 1re section des officiers généraux de Bernard Rogel est prorogé jusqu'au 31 juillet suivant.
Très proche conseiller d'Emmanuel Macron du fait de ses fonctions, Bernard Rogel théorise la « maritimisation du monde », qui se traduit en juin 2020 par la nomination d'une ministre de la Mer de plein exercice. Il supporte également la création de l'Initiative européenne d'intervention.
Il quitte ses fonctions et est admis dans la 2e section des officiers généraux à compter du 1er août 2020. L'amiral Jean-Philippe Rolland lui succède le même jour,.

## Personnalité
Bernard Rogel est décrit comme ayant un « caractère bien trempé » et sachant manier franc-parler et humour,. Il conserve dans son bureau un exemplaire de Qu'est-ce qu'une nation ? d'Ernest Renan, qui propose une vision de l'idée française de la nation. De même, un « bâton de commandement en matelotage » se trouve dans son bureau : « lors d’entretiens tendus avec des homologues retors, il s’en servait pour briser la glace en prétendant "taper ses adjoints" avec ».

## Grades militaires
- 1er août 1979[réf. souhaitée] : enseigne de vaisseau de 1re classe.
- 1er août 1983[réf. souhaitée] : lieutenant de vaisseau.
- 1er août 1988[réf. souhaitée] : capitaine de corvette.
- 1er août 1992 : capitaine de frégate[5].
- 1er décembre 1998 : capitaine de vaisseau[8].
- 1er avril 2006 : contre-amiral[14].
- 1er octobre 2008 : vice-amiral[17].
- 1er septembre 2009 : vice-amiral d'escadre[18].
- 12 septembre 2011 : amiral[21].

## Décorations

### Françaises

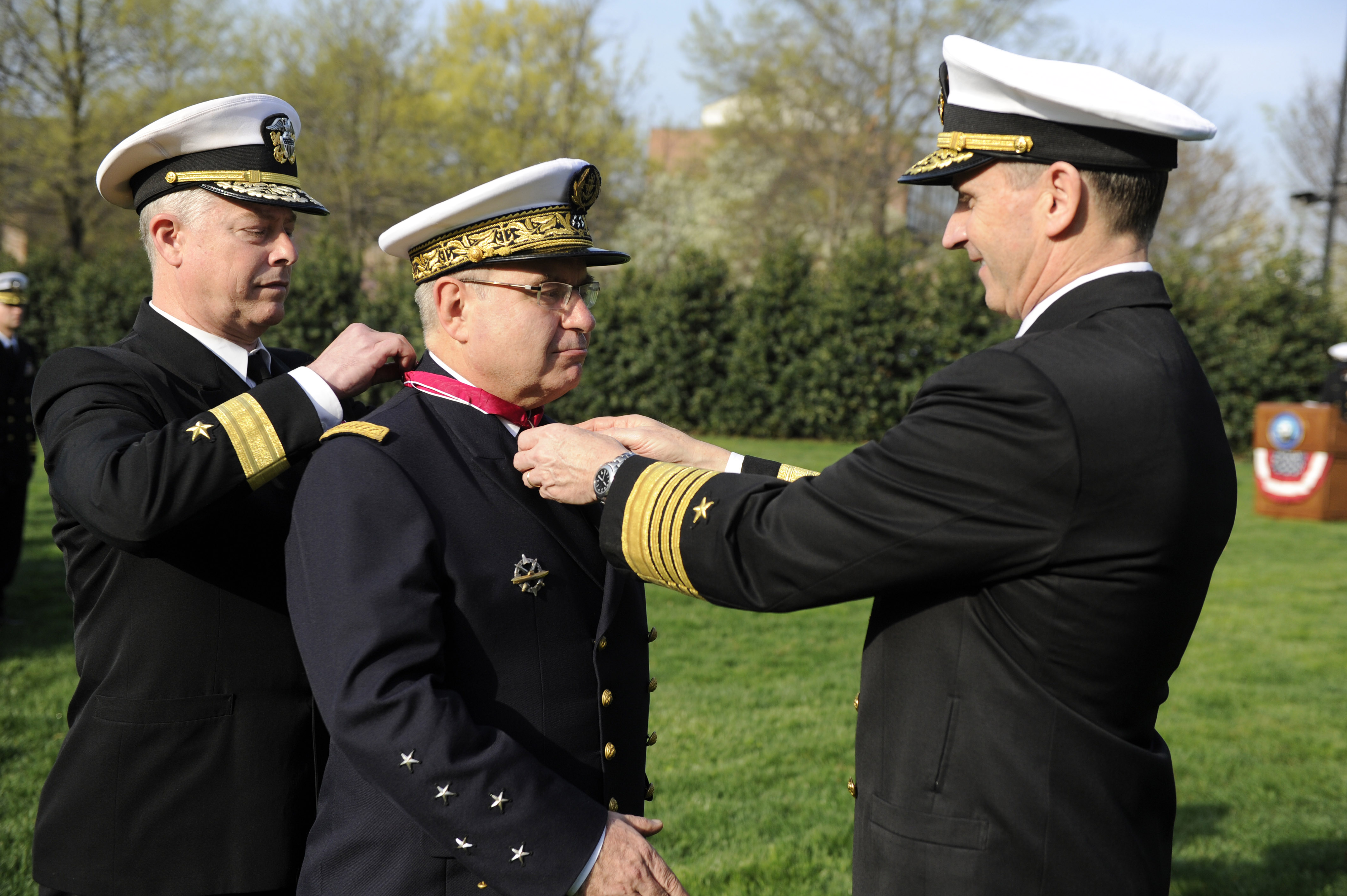
Remise de la Legion of Merit par le Chief of Naval Operations, l'amiral Jonathan Greenert, le 2012-03-23.

- Grand officier de la Légion d'honneur en 2014[40] (commandeur en 2011[41], officier en 2006[42], chevalier en 1997[43]).
- Grand-croix de l'ordre national du Mérite en 2020[44] (commandeur en 2009[45], officier en 2000[46], chevalier en 1990[46]).
- Commandeur de l'ordre du Mérite maritime en 2012[47],[48].
- Médaille de la Défense nationale, échelon or avec une silhouette de SNLE Or (citation à l'ordre de la Marine nationale).
- Médaille de la Défense nationale, échelon argent.

### Étrangères
- Commandeur de l'ordre du Mérite de la République fédérale d'Allemagne (Allemagne)
- Grand officier de l'ordre du Mérite naval (en) (Brésil)
- Commandeur de l'ordre national de la république de Côte d'Ivoire (Côte d'Ivoire)
- Grand-croix avec décoration blanche des croix du Mérite naval (Espagne)
- Commandeur de la Legion of Merit (États-Unis) (2012)
- Étoile d'or et d'argent de l'ordre du Soleil levant (Japon)[49]
- Commandeur de l'ordre du Mérite militaire (Maroc)
- Commandeur de l'ordre du Mérite national (Mauritanie)
- Grand officier avec épées de l'ordre pro Merito Melitensi (ordre souverain de Malte)
- Grand-croix de la médaille du mérite militaire (en) (Portugal)
- Chevalier de l'ordre de la reconnaissance centrafricaine (République centrafricaine)
- Officier de l'ordre national du Tchad (Tchad)

## Publication
- Bernard Rogel, Un marin à l'Élysée : des sous-marins nucléaires au bureau du Président, Tallandier, août 2023, 352 p. (ISBN 979-1021054509)